# Calicynorta bimaculata
Genre
Espèce
Synonymes
- Cynorta bimaculata Banks, 1893

Calicynorta bimaculata, unique représentant du genre Calicynorta, est une espèce d'opilions laniatores de la famille des Cosmetidae.

## Distribution
Cette espèce est endémique de Californie aux États-Unis. Elle se rencontre vers San Diego.

## Description
L'holotype mesure 4 mm.
La femelle décrite par Goodnight et Goodnight en 1943 mesure 3,7 mm.

## Systématique et taxinomie
Cette espèce a été décrite sous le protonyme Cynorta bimaculata par Banks en 1893. Elle est placée dans le genre Eucynortella par Roewer en 1912 puis dans le genre Calicynorta par Goodnight et Goodnight en 1943.

## Publications originales
- Banks, 1893 : « The Phalangida Mecostethi of the United States. » Transactions of the American Entomological Society, vol. 20, p. 149–152 (texte intégral).
- Goodnight & Goodnight, 1943 : « New and little known phalangids from the United States. » The American Midland Naturalist, vol. 29, no 3, p. 643–656.